# Pseudoeurycea lineola
Espèce
Synonymes
- Spelerpes lineolus Cope, 1865
- Lineatriton lineolus (Cope, 1865)
- Spelerpes infuscatus Peters, 1879

Statut de conservation UICN

 EN B1ab(iii,v) : En danger
Pseudoeurycea lineola est une espèce d'urodèles de la famille des Plethodontidae.

## Répartition
Cette espèce est endémique du Veracruz au Mexique. Elle se rencontre de 800 à 1 250 m d'altitude dans la Sierra Madre orientale, à Cuautlapan.

## Publication originale
- Cope, 1865 : Third contribution to the herpetology of tropical America. Proceedings of the Academy of Natural Sciences of Philadelphia, vol. 17, p. 185-198 (texte intégral).